# کرانی
کرانی (به اسلوونیایی: Grobišče Planina) یک شهر در اسلوونی با جمعیت ۳۷٬۱۲۹ نفر است که در City Municipality of Kranj واقع شده‌است.

## نگارخانه

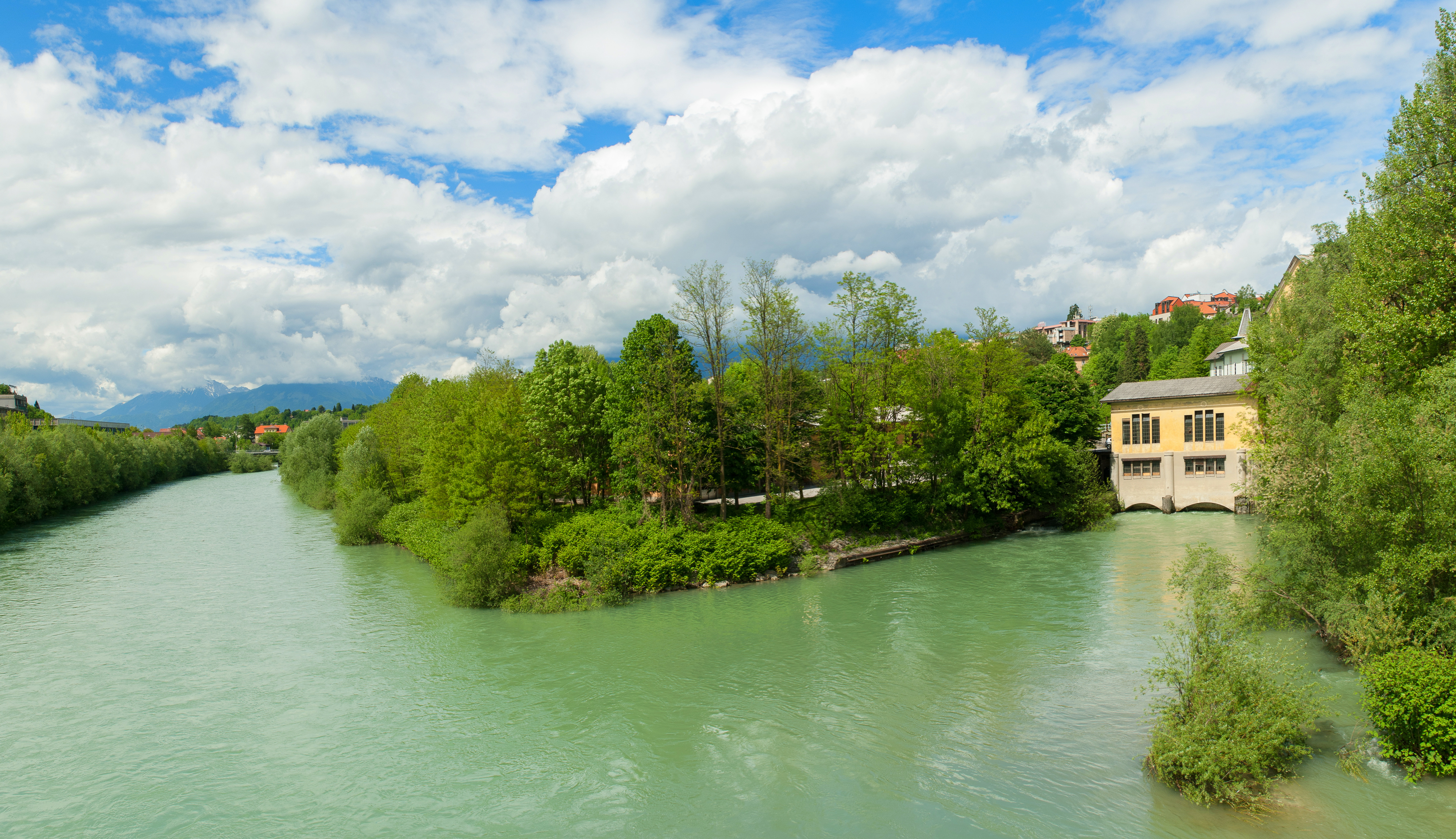
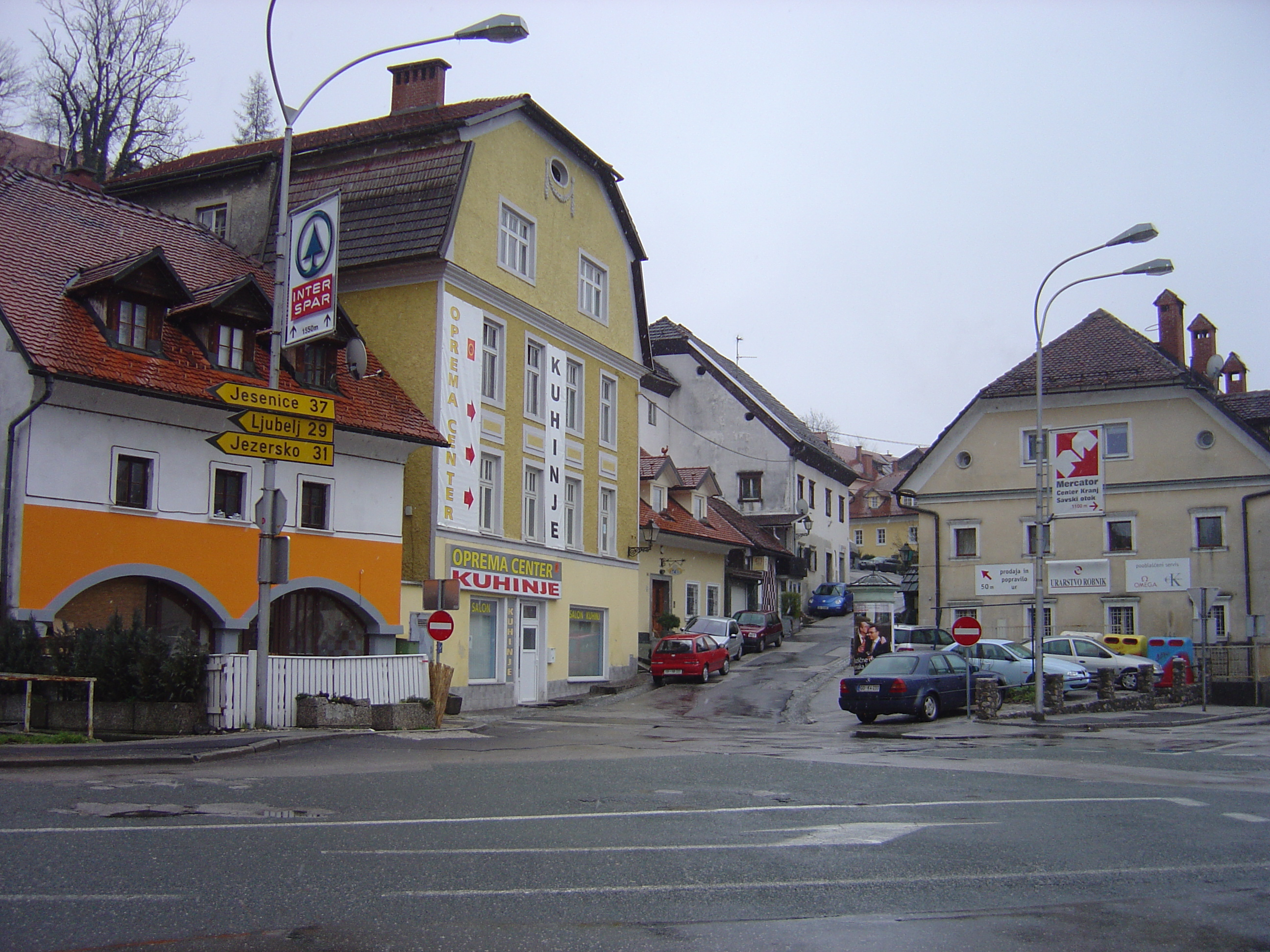
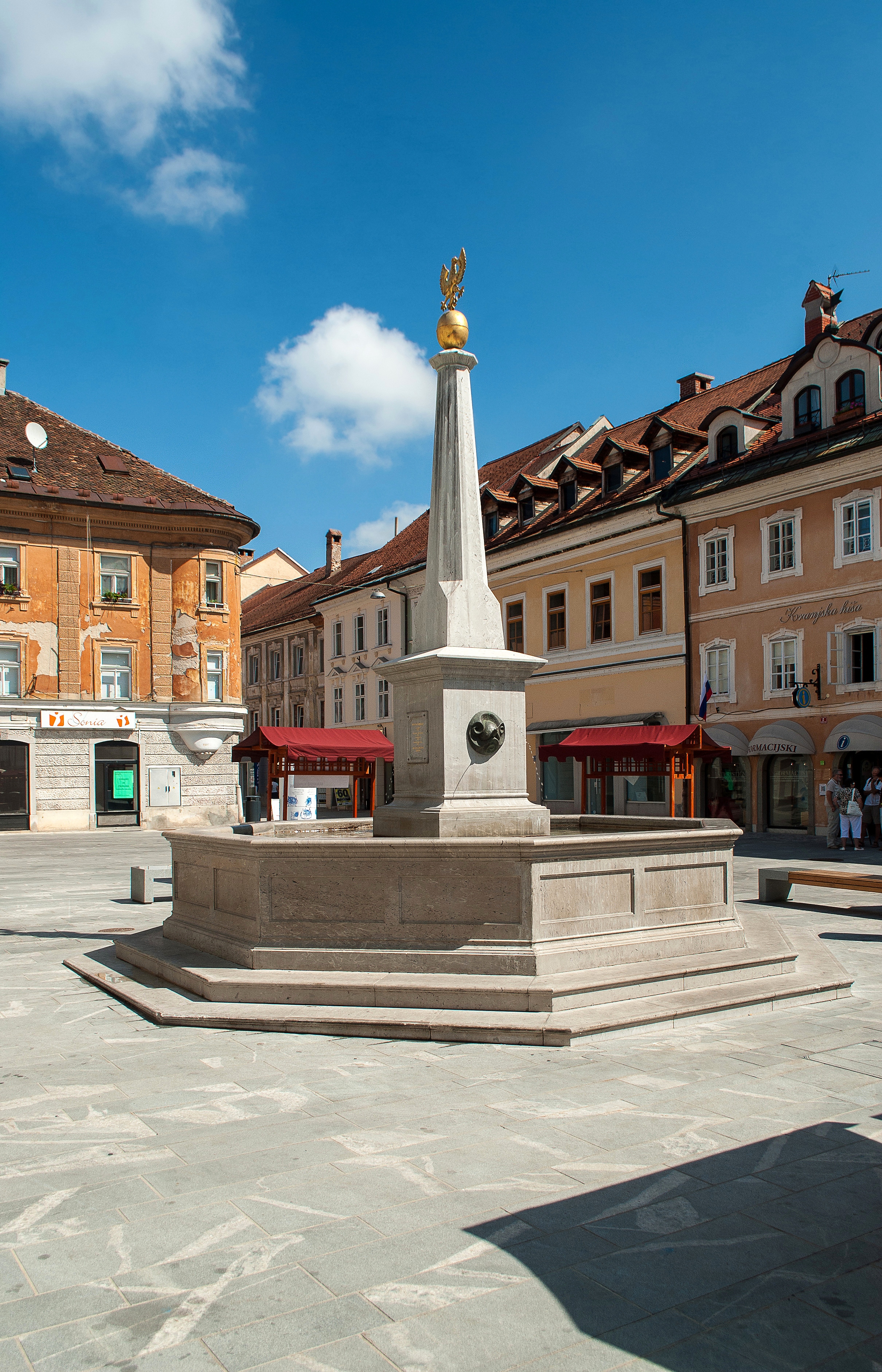
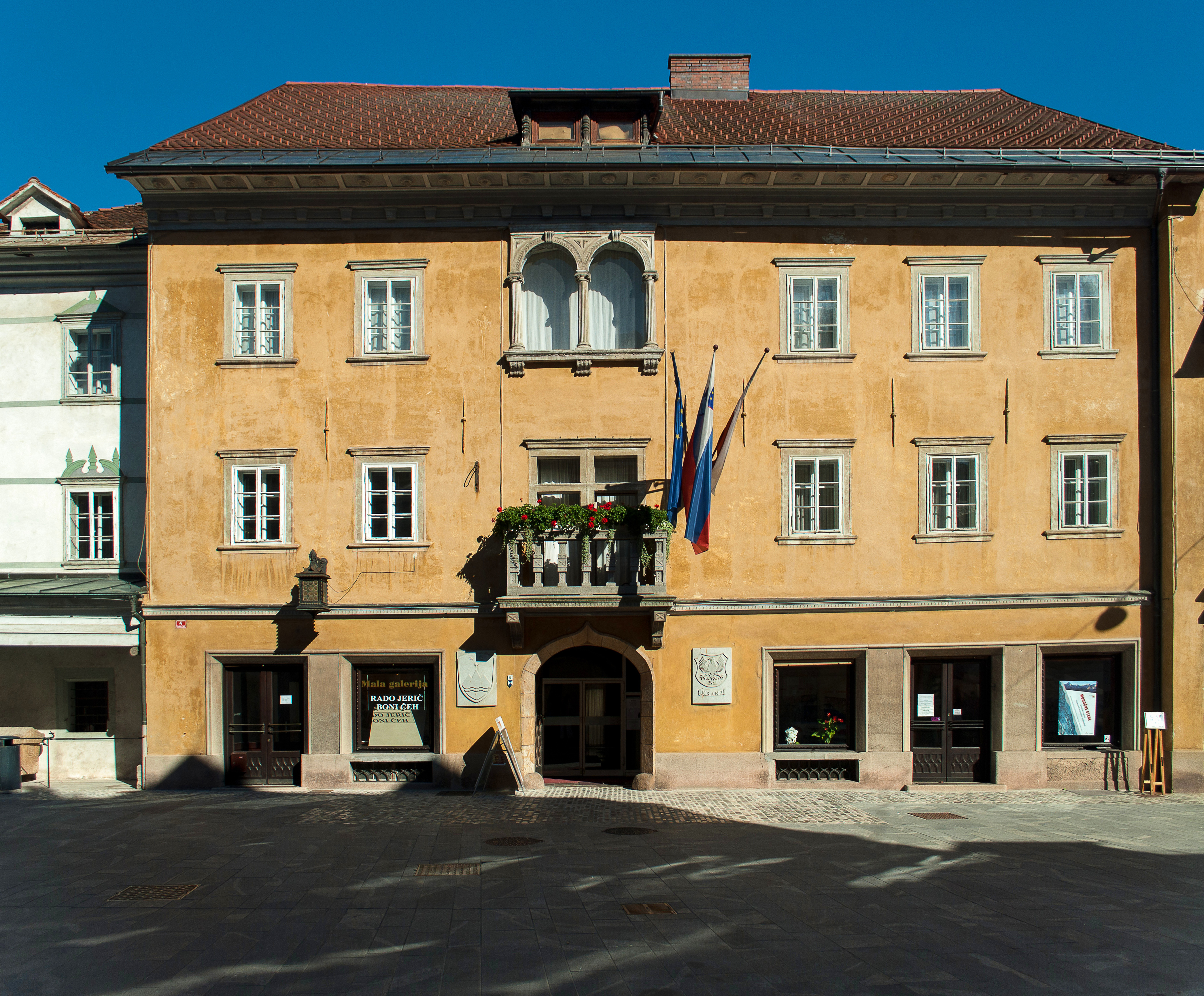
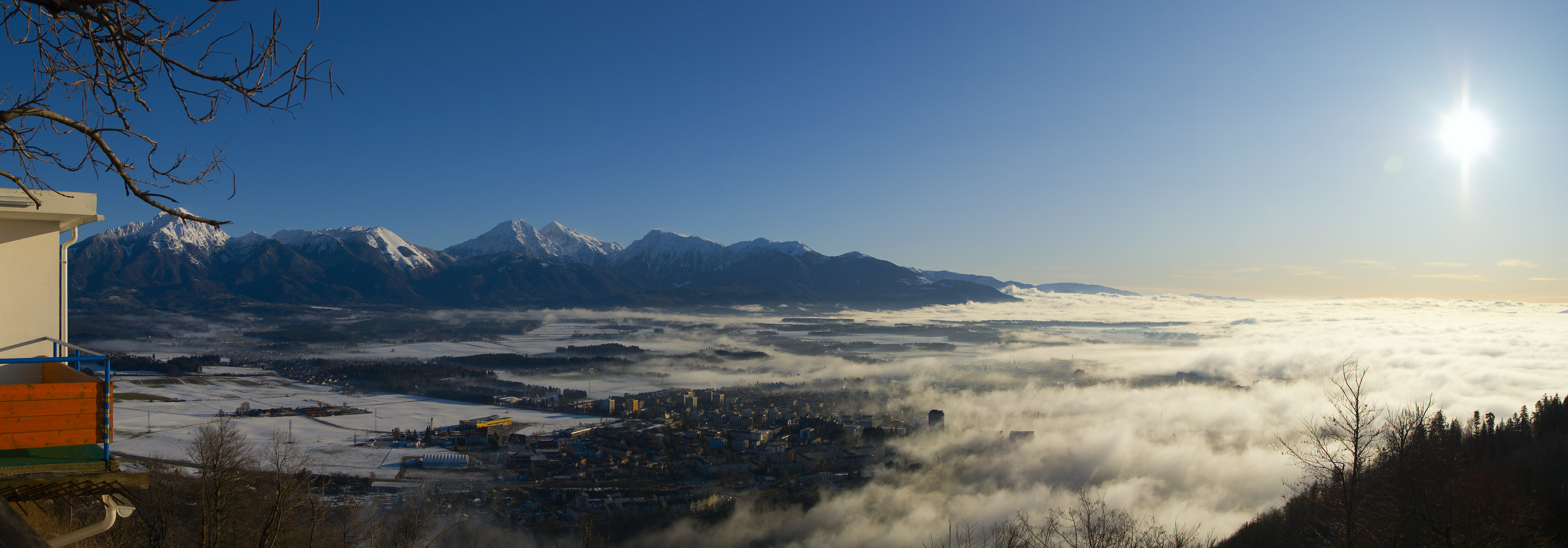
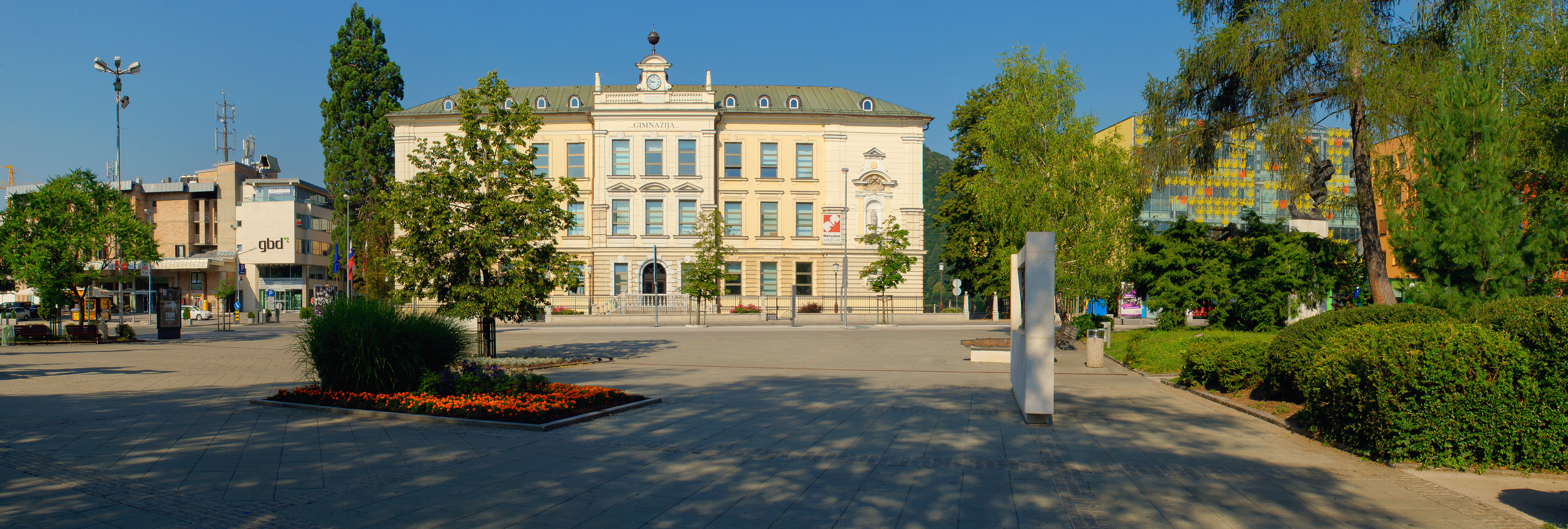
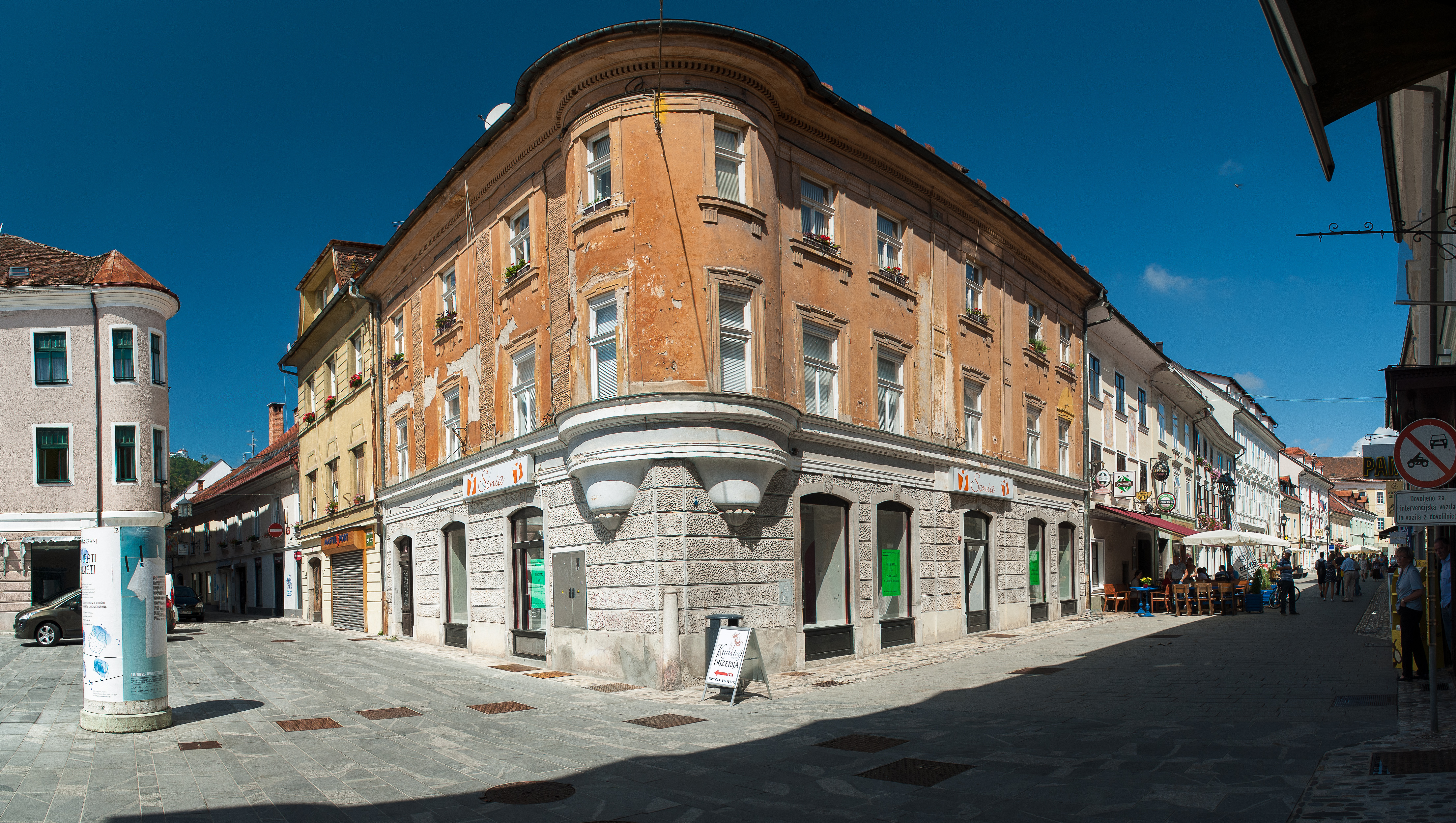
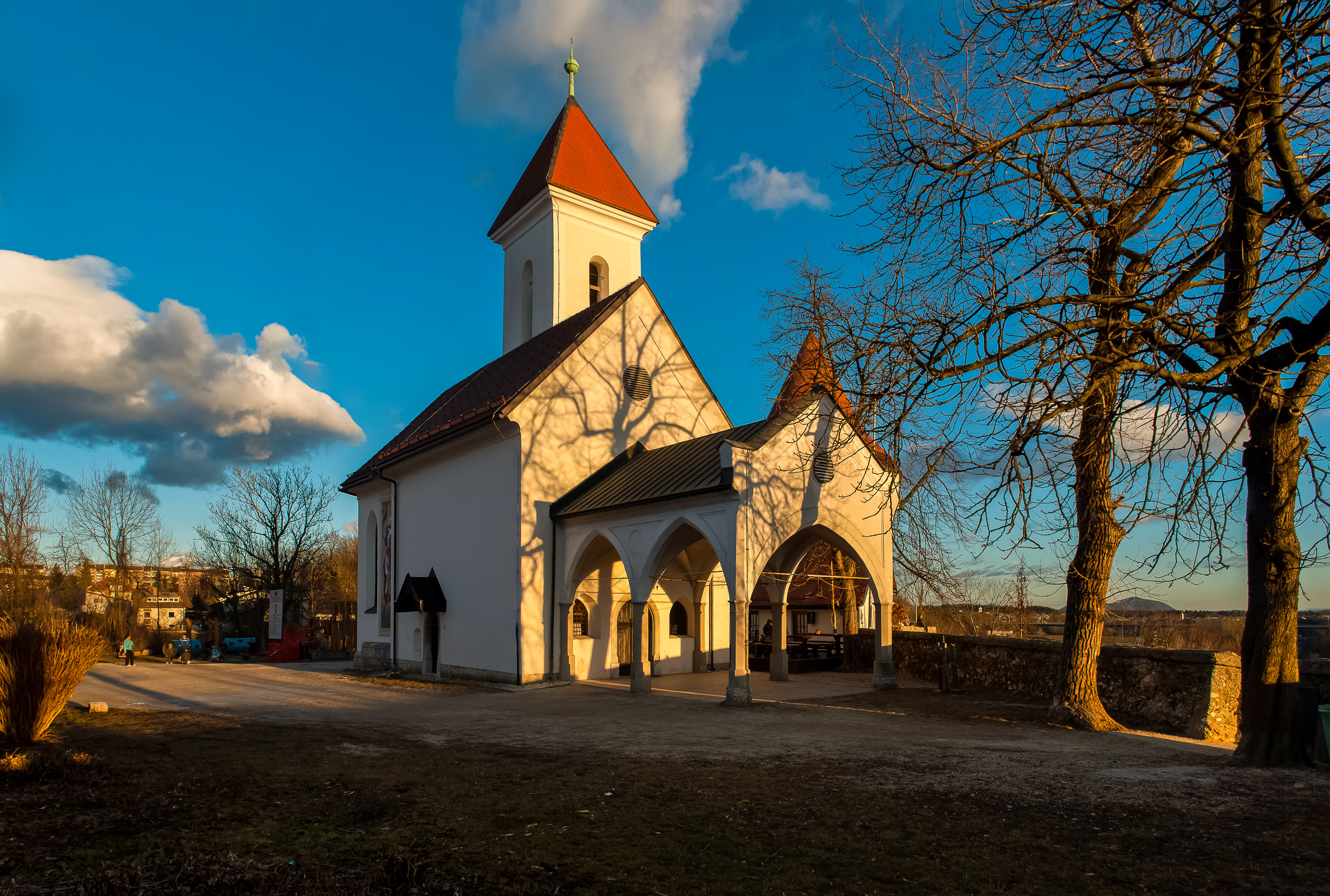
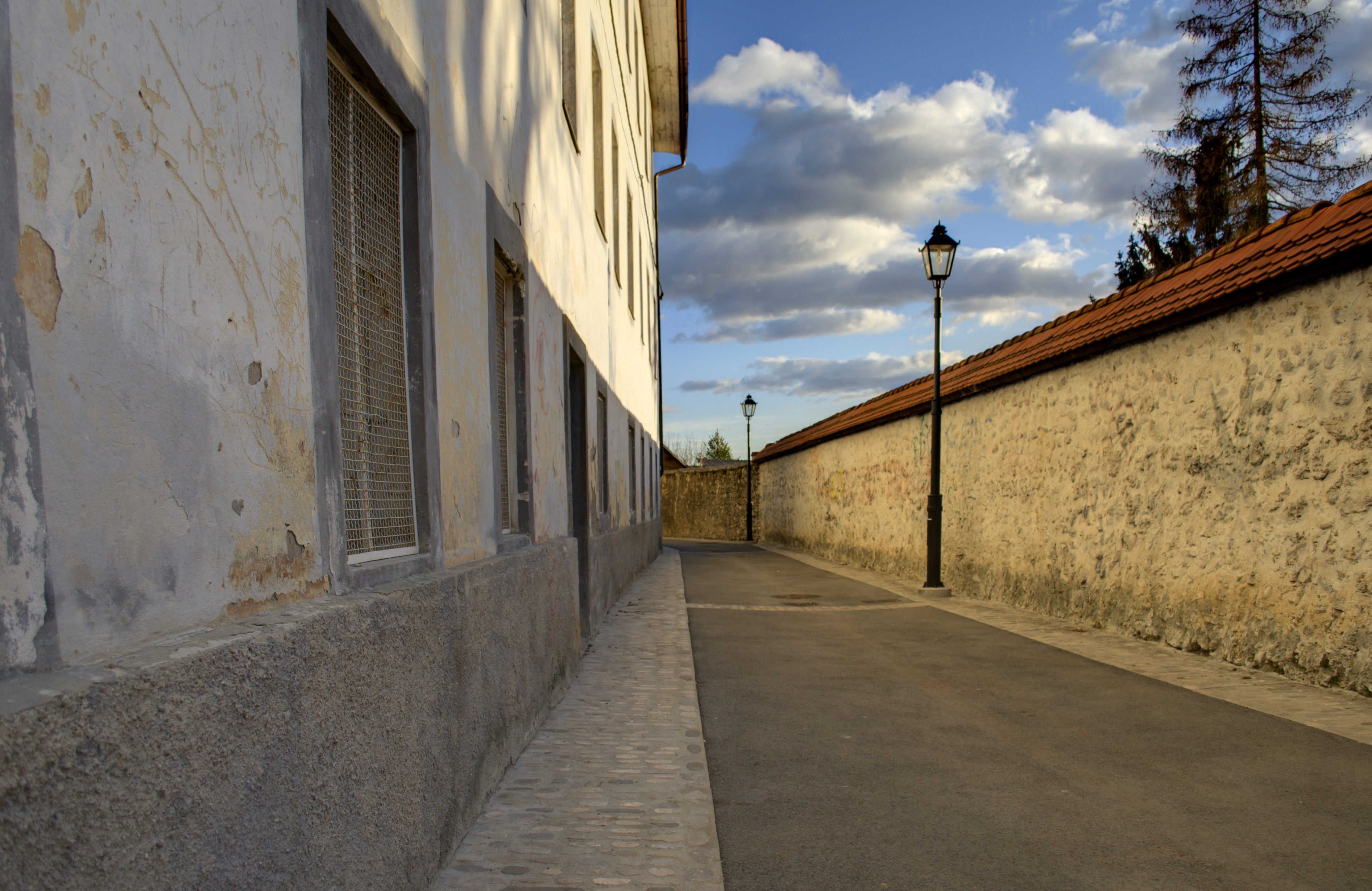
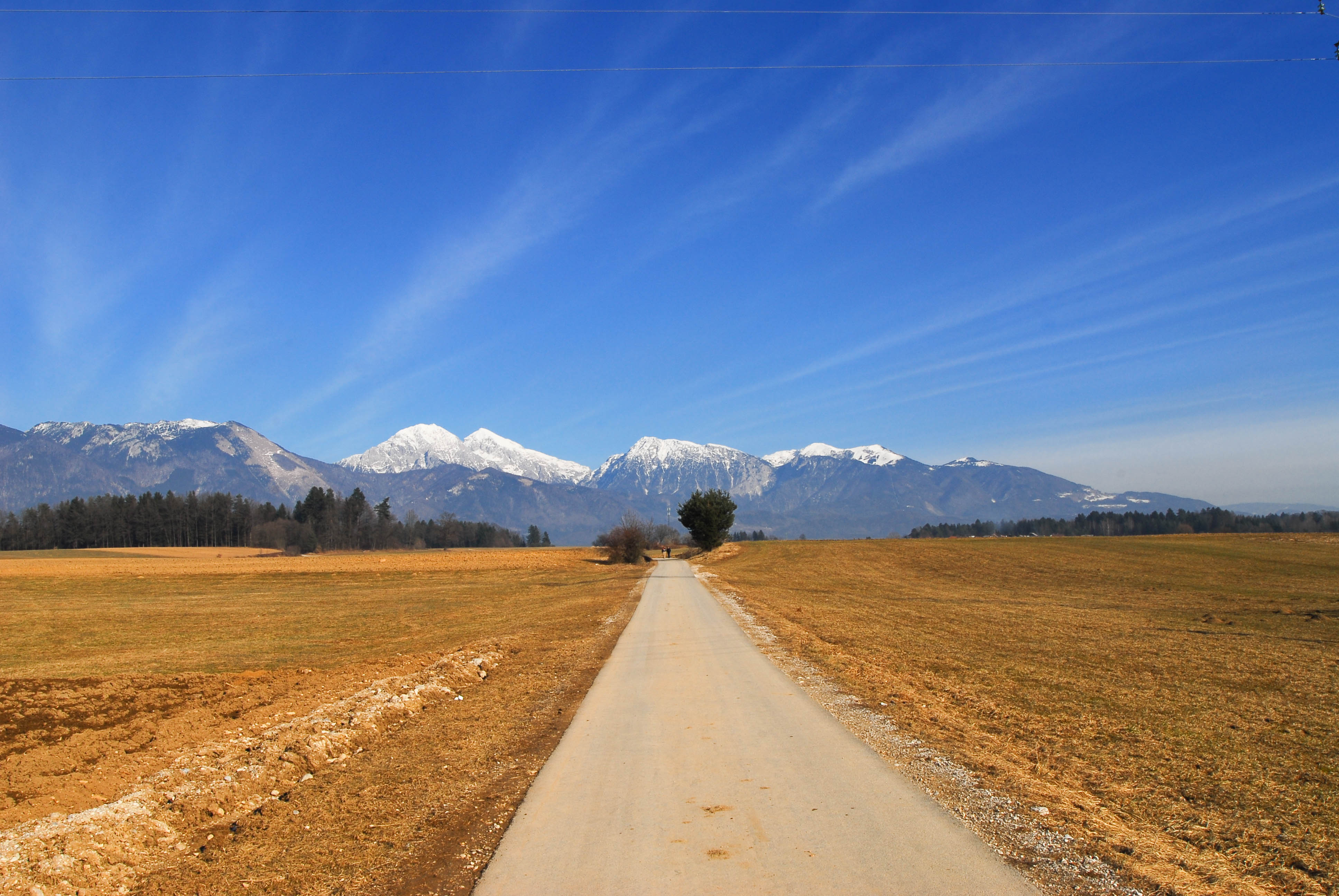
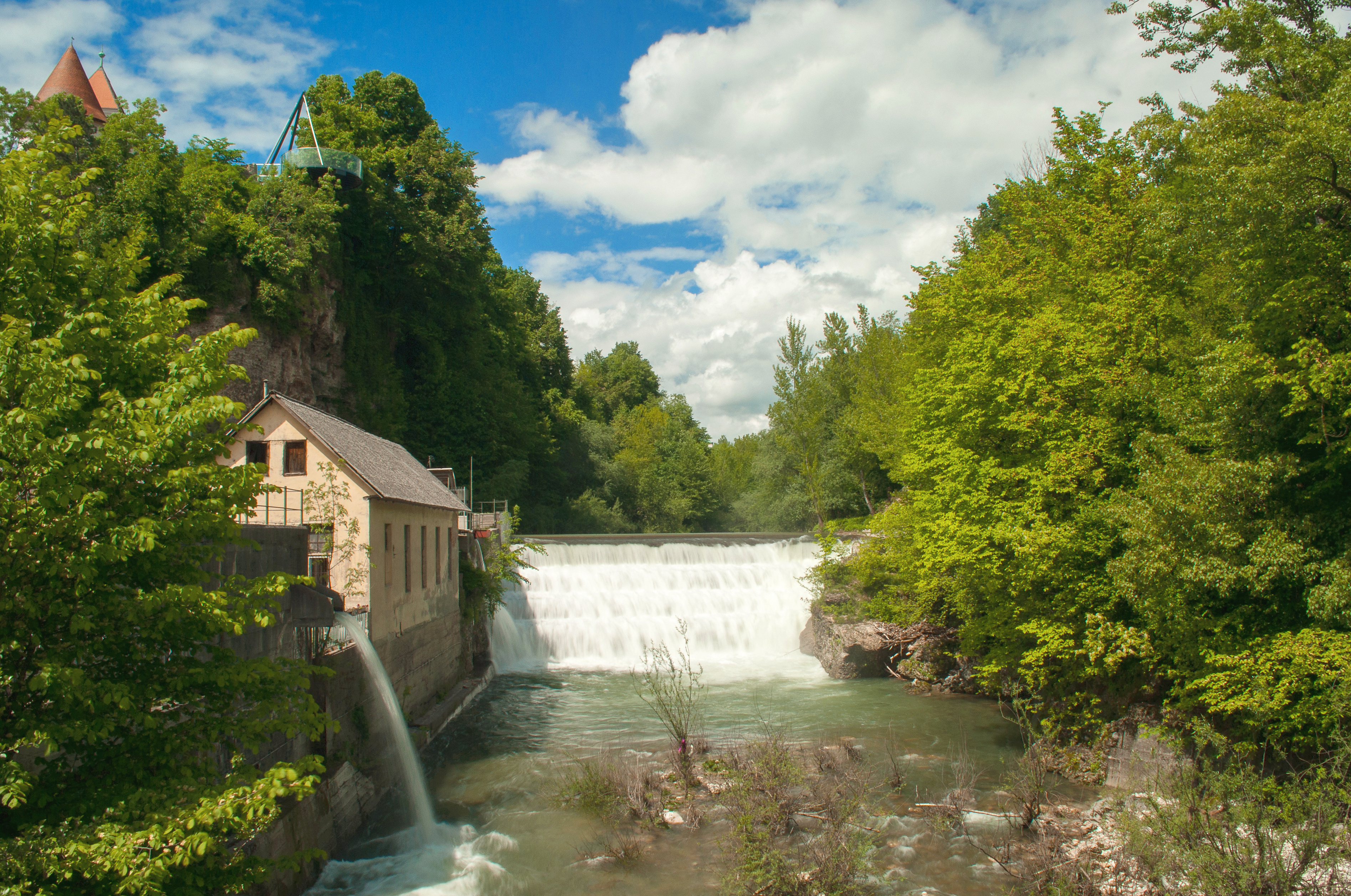
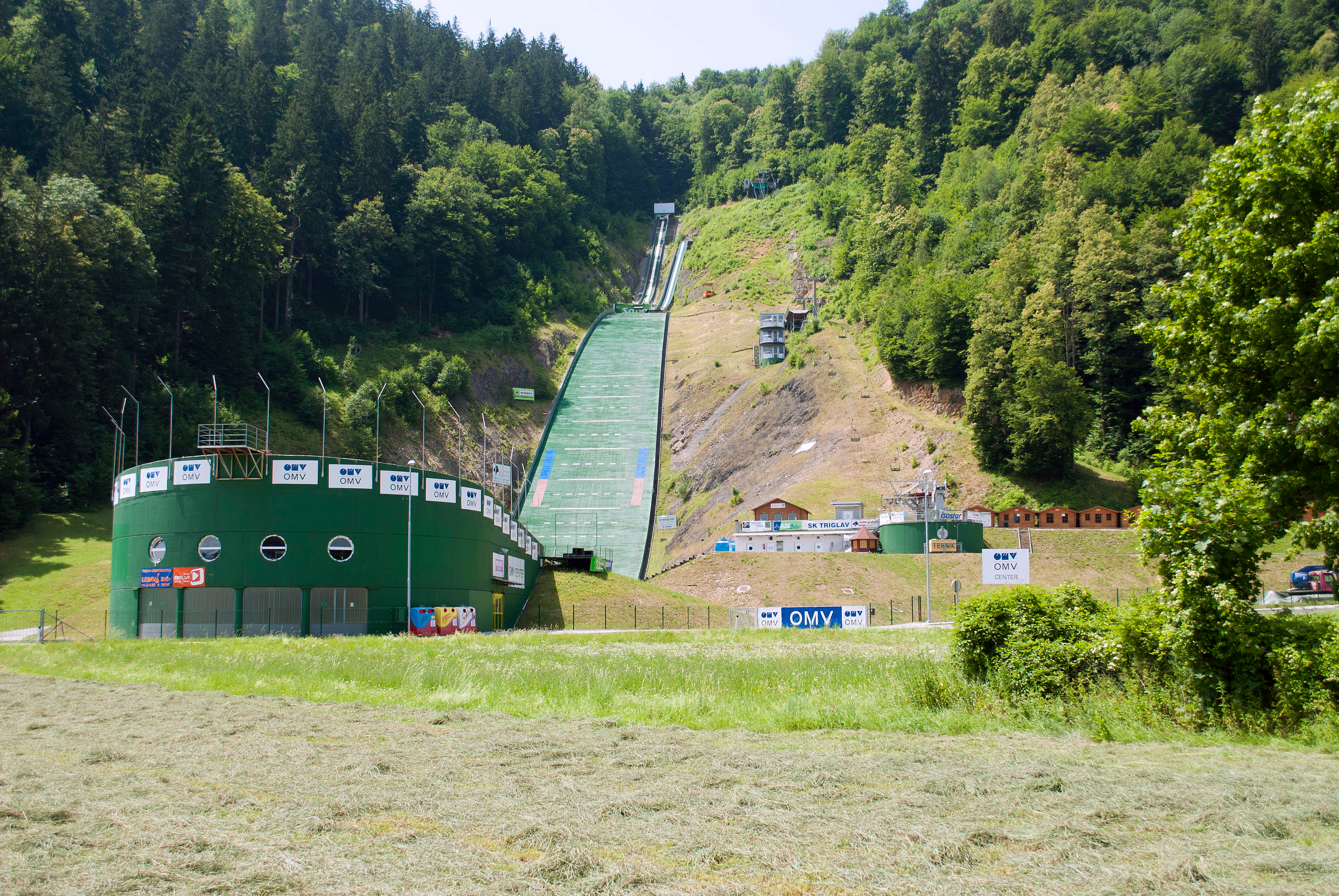
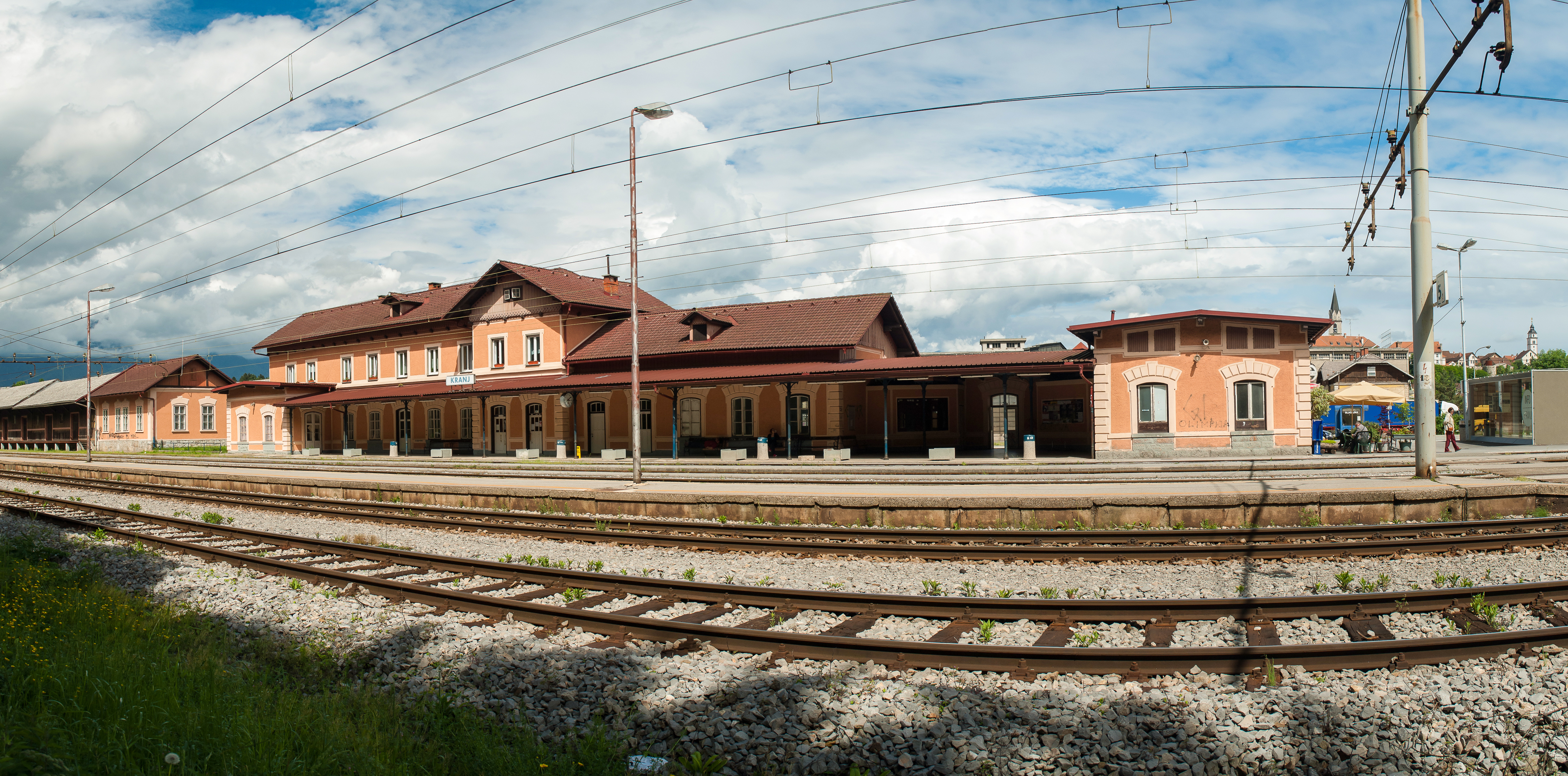